# Rumunki (powiat płocki)
Rumunki – wieś w Polsce położona w województwie mazowieckim, w powiecie płockim, w gminie Gąbin.
W skład sołectwa Rumunki wchodzi także wieś Piaski.
W latach 1975–1998 miejscowość należała administracyjnie do województwa płockiego.